# مارك زيمارمان
مارك زيمارمان (بالألمانية: Mark Zimmermann)‏ هو لاعب كرة قدم ومدرب كرة قدم ألماني، ولد في 1 مارس 1974 في باد زالتسونغن في ألمانيا. لعب مع ألمانيا آخن وساتشسين لايبزيغ وشتوتغارت كيكرز وكارل زايس يينا ونادي أونترهاخينغ.

## وصلات خارجية
- مارك زيمارمان على موقع قاعدة بيانات كرة القدم.إي يو (الإنجليزية)
- مارك زيمارمان على موقع بيانات كرة القدم. دي إي (الألمانية)
- مارك زيمارمان على موقع عالم كرة القدم.نت (الإنجليزية)